# .mobi

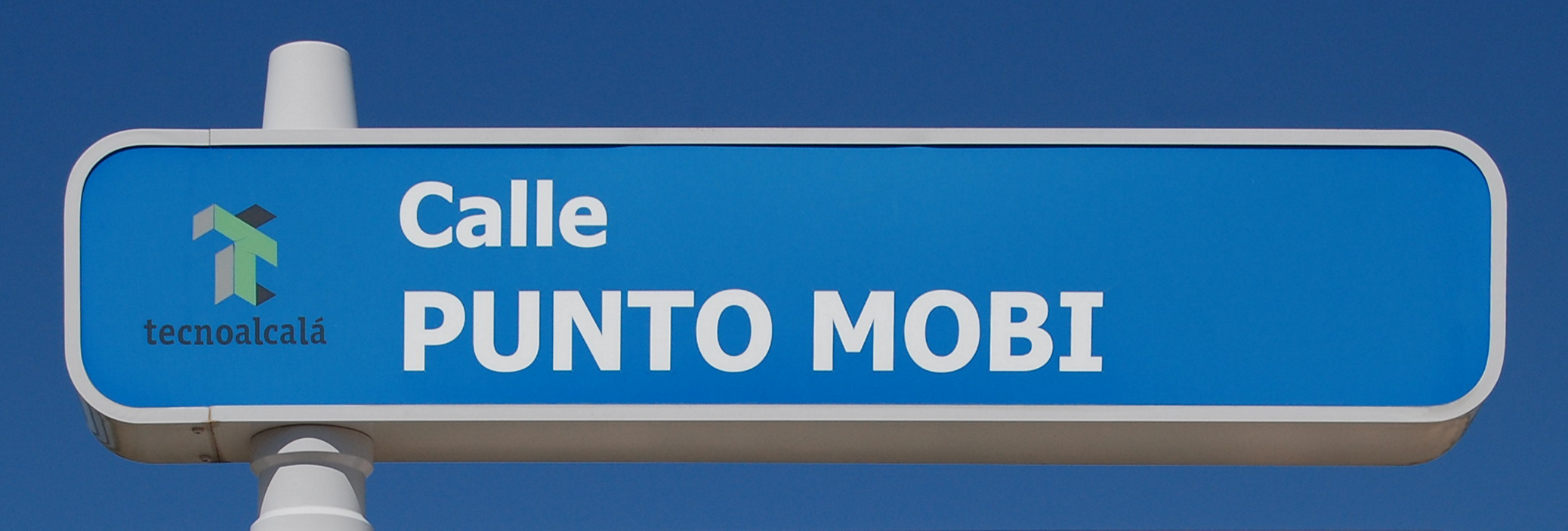
Cartel de la calle "Punto Mobi", en el Parque Científico Tecnológico de la Universidad de Alcalá.

.mobi es un dominio de internet de nivel superior aprobado por el ICANN (Internet Corporation for Assigned Names and Numbers) como un dominio patrocinado. Estará restringido para dispositivos móviles y páginas que provean servicios para estos en páginas a las que se pueda acceder mediante estos mismos dispositivos. Está patrocinado por conjunto de compañías que incluyen a Google, Microsoft, Nokia, Samsung, Ericsson, Vodafone, T-Mobile, Telefónica Móviles, Telecom Italia Mobile, Orascom Telecom, GSM Association, Hutchison Whampoa, Syniverse Technologies, y VISA.
A diferencia del TLD (Top Level Domain) .tel, que se dirige a facilitar el contacto con la persona o empresa propietaria del dominio, .mobi nace con la finalidad de dar visibilidad a la versión Web móvil del dominio.

## Ventajas del .mobi
El desarrollo de los dominios.mobi debe cumplir una serie de estándares básicos como disponer del perfil móvil XHTML-MP (WAP 2.0), no utilizar frames, utilizar "div" en vez de tablas, configurar el servidor para que responda al dominio de segundo nivel (respuesta sin necesidad de "www") y se recomienda adaptar el contenido, en especial imágenes, a las características del terminal.
De esta forma se garantiza que las páginas WAP desarrolladas se puedan ver perfectamente en pantallas pequeñas y sin problemas de códigos.